# Francisco Polti Santillán
Francisco Polti Santillán (ur. 17 listopada 1938 w Santiago del Estero) – argentyński duchowny rzymskokatolicki, w latach 2006-2013 biskup Santiago del Estero.

## Życiorys
Święcenia kapłańskie przyjął 11 sierpnia 1963 jako członek Opus Dei. Przez wiele lat pracował jako duszpasterz akademicki, zaś w latach 1983-1992 był radnym regionalnym prałatury.
13 lipca 1994 został prekonizowany biskupem Santo Tomé. Sakrę biskupią otrzymał 22 sierpnia 1994. 11 września objął rządy w diecezji. 17 maja 2006 został mianowany biskupem Santiago del Estero, ingres odbył się 22 lipca. 23 grudnia 2013 przeszedł na emeryturę.